# Patricio Guerin Betts
Patricio Guerin Betts (Sliema, Malta, 1910 - † Cóbreces, Alfoz de Lloredo, Cantabria, España, 2002).
Hijo de militar británico de ascendencia irlandesa, que por razones profesionales vivió desplazándose la mayor parte de su existencia.

## Biografía básica
Fray Patricio, fue un monje de la Orden Cisterciense de la Estricta Observancia (O.C.S.O.) -comúnmente conocidos como trapenses-, de la Abadía de Santa María de Via Coeli (Viaceli), en Cóbreces, Cantabria, España.
Se dedicó a la investigación histórica, de las lenguas y las tradiciones populares; llegando a ser muy famoso en toda la comarca de las inmediaciones del monasterio por sus largos desplazamientos en bicicleta.
En sus investigaciones abordó la orden cisterciense en Castilla, la genealogía de la Casa Quirós en las Asturias de Santillana, -actual parte occidental de Cantabria-, el Convento de Santa Cruz de Santander, el martirologio benedictino en Cantabria, así como la historia y costumbres del contorno del pueblo de Cóbreces (Alfoz de Lloredo).
Varios investigadores cántabros, admirados de su prolífica labor intelectual, le rindieron homenaje con la obra colectiva Ilustraciones cántabras. Estudios históricos en homenaje a Patricio Guerin Betts, publicada por la Institución Cultural de Cantabria en 1989. 
Gran parte de su denodado trabajo editorial, se recoge en la siguiente sección de esta biografía.